# Ernesto Jaén Guardia
Ernesto Jaen nació en Antón el 27 de noviembre de 1895. Estudió ingeniería civil en los Estados Unidos. Trabajó en diferentes cargos. Fue ingeniero jefe de Obras Públicas, profesor de matemáticas, director de la Escuela de Artes y Oficios, Secretario de Higiene, Beneficencia y Fomento, Embajador en Méjico y en los Estados Unidos. 
Arnulfo Arias fue depuesto el 9 de octubre de 1941 por un golpe de estado. El ministro de Gobierno y Justicia, Ricardo Adolfo de la Guardia, autor del golpe, lo justificó porque el presidente Arias había salido del país sin permiso de la Asamblea Nacional. 
Al ser derrocado Arnulfo Arias, le correspondía asumir la Presidencia a José Pezet, primer designado (vicepresidente), pero fue detenido y llevado a la Cárcel Modelo y en su calidad de segundo designado, Ernesto Jaén Guardia ocupó la presidencia durante algunas horas. Aceptó el cargo como un formulismo legal y seguidamente renunció para dar paso a que Ricardo Adolfo de la Guardia asumiera el mando. 
El tercer designado, Aníbal Ríos Delgado, nunca reclamó el cargo pues permaneció en Lima, Perú, por temor a ser detenido como otros seguidores de Arias Madrid. Apenas se consumó el golpe, fue sacado de la comandancia de la guardia Manuel Pino, y en su lugar se nombró a Rogelio Fábrega, quien había estudiado en la Escuela de Carabineros de Chile. Era el segundo panameño graduado de milicia. 
Mientras transcurrieron las horas se nombró un nuevo gabinete en el que figuraba Ricardo Adolfo de la Guardia como ministro de Gobierno y Justicia, entonces los integrantes del Consejo de Gabinete se enfrascaron en un prolongado debate, que terminó con la determinación de hacer renunciar a Ernesto Jaén Guardia de la presidencia ante los miembros de la Corte Suprema de Justicia que le habían dado posesión unas horas antes. 
Después de presentar su renuncia, la primera magistratura recayó en el ministro de Gobierno y Justicia, Ricardo Adolfo de la Guardia. 
De inmediato a Ernesto Jaén Guardia se le nombró embajador de Panamá en Washington. 
Falleció en la Ciudad de Panamá, el 18 de abril de 1961 a los 65 años de edad.
| Predecesor: Arnulfo Arias Madrid | Presidente de Panamá 1941–1941 | Sucesor: Ricardo Adolfo de la Guardia Arango |

- Datos: Q5836895